# Восстание в Брунее
Восстание в Брунее (малайск. Pemberontakan Brunei) вспыхнуло 8 декабря 1962 года. Повстанцы Народной партии Брунея (НПБ) начали скоординированные нападения на нефтяной город Сериа (центр нефтебуровых установок Royal Dutch Shell), на отделения полиции и государственные учреждения по всему Брунею. Восстание провалилось уже в течение первых часов, не сумев достичь ключевых целей, таких, как захват города Бруней и султана. Восстание рассматривается как один из первых этапов Индонезийско-малайзийской конфронтации.

## Предыстория
Северная часть острова Борнео состояла из трёх британских территорий: колоний Саравак и Северное Борнео (Сабах) и протекторат Султанат Бруней. Бруней стал британским протекторатом в 1888 году, имел площадь около 2226 квадратных миль (5800 км²) и население 85 000 человек, только более половины из них малайцы, четверть китайцы, а остальные даяки, коренные жители Борнео. Нефть была обнаружена в 1929 году недалеко от Сериа, и Royal Dutch Shell получила концессию на её добычу, что приносило огромный доход султанату.
В 1959 году султан, сэр Омар Али Сайфуддин III, создал законодательный орган с половиной назначаемых и половиной избираемых членов. Выборы были проведены в сентябре 1962 года, и все выборные места получила Народная партия Брунея (НПБ).
Между 1959 и 1962 годами Великобритания, Малайя, Сингапур, Саравак и Сабах были вовлечены в переговоры с целью формированию Малайзии. Однако Филиппины и Индонезия выступили против вхождения Северного Борнео и Саравака в новую федерацию. Эта позиция способствовала распространению антималайзийских настроений против в Сараваке и самом Брунее. НПБ выступила за создание федерации трёх территориях северного Борнео (всего около 1,5 млн человек, половина из них даяки) с собственным султаном, чтобы противостоять господству Малайи или Сингапуре. Местная оппозиция указывала на экономические, политические, исторические и культурные различий между Борнео и Малайским полуостровом и нежелание подвергаться политическому господству полуострова.
Ещё до победы НПБ на выборах у партии появилось военное крыло — Национальная армия Севереого Калимантана (TNKU — НАСК), которая видела себя в качестве антиколониальной освободительной партии. Её симпатии были связаны с Индонезией, а лидер НАСК, 34-летний А. М. Азахари, жил в Индонезии и был на связи с индонезийской разведкой. Он завербовал несколько офицеров, которые были обучены навыкам подпольной работы. К концу 1962 года они смогли бы завербовать около 4000 человек и приобрести современное оружие.
В начале ноября 1962 года, когда резидент 5-й дивизии Саравака, Ричард Моррис (австралиец), получил развединформацию, по его указанию специальные полицейские отряды из Кучинга посетили Лимбанг, но нашли там только форму НАСК с нашивками. Позже, в ноябре, Моррис узнал, что восстание запланировано в Брунее, но не раньше 19 декабря. Клод Феннер, Генеральный инспектор полиции Малайи, вылетел в штат Саравак, чтобы исследовать ситуацию на месте, но не нашёл никаких доказательств. Тем не менее, начальник штаба британской штаб-квартиры в Сингапуре сделал обзор и составил план действий на случай непредвиденных обстоятельств — ALE YELLOW. Тем не менее, риск восстания был оценён как низкий.
6 декабря Моррис узнал, что восстание начнётся 8 декабря. 7-го аналогичная информация дошла до Джона Фишера, резидента 4-й дивизии Саравака, базировавшейся в Мири, около 20 миль (30 км) к западу от Брунея. В результате полиция была приведена в полную боевую готовность.
Вопреки распространённому мнению, нет убедительных доказательств того, что президент Индонезии Сукарно имел территориальные претензии на Саравак (он всегда твёрдо придерживался решения 1945 года, очерчивавшего границы Индонезии бывшими голландскими владениями в Ост-Индии). Скорее Сукарно рассчитывал на создание государства Северный Калимантан, чтобы стратегически уравнять отношения с поддерживаемой британцами Малайзией.
В попытке помешать формированию Малайзии Индонезия стала активно участвовать в подпольной борьбе и позднее объявила войну Малайзии. В течение этого периода индонезийские агенты вступили в контакт с оппозицией Северного Калимантана, которая была против идеи федерации.

## Бои

### Первые десять дней
Восстание вспыхнуло в 2:00 утра 8 декабря. Сигналы из Брунея в британскую штаб-квартиру сообщили о нападениях повстанцев на полицейские участки, султанскую резиденцию, дом премьера и электростанцию. Британцы привели в действие план ALE YELLOW и отправили две роты гуркхов на подавление восстания.
Большинство атак в городе Бруней были отбиты, хотя подача электроэнергии была прекращена. На этом этапе ещё не было известно, что повстанцы напали на полицейские участки по всему Брунею. Мири был ещё в руках правительства, но Лимбанг был занят повстанцами. Ситуация была наиболее серьёзной проблемой в Сериа, где повстанцы захватили полицейский участок и нефтяные промыслы.
Девять часов после начала реализации ALE YELLOW две роты 1-го батальона и 2-я стрелковая бригада гуркхов были переброшены к аэродромам ВВС в Чанги и Селетар в Сингапуре, чтобы лететь в острова Лабуан в заливе Бруней. Британские войска высадились около 10:00 вечера и сразу вступили в бой, потеряв двух бойцов. Небольшой отряд гуркхов во главе с капитаном Дигби Уиллоуби спас султана и эвакуировал его в полицейский участок. Британский отряд в Сериа встретил сильное сопротивление и вернулся в Бруней, чтобы противостоять отбить центр города и аэродром.
9 декабря Джон Фишер призвал на помощь племена даяков, отправив им лодку с традиционным красным пером войны по реке Барам. Том Харриссон, куратор музея в Кучинге и лидер сопротивления японцам во Второй мировой войне, также прибыл в Бруней. Сотни даяков ответили на призыв и сформировали несколько рот под командованием Харрисона. Эта сила достигла численности около 2000 бойцов и, благодаря отличному знанию местности, помогла сдержать повстанцев и отрезать их отход в Индонезию.
Между тем, британские подкрепления прибывали в Лабуан. 10 декабря батальон Королевских горцев начал прибывать в Бруней. Командир 99-й бригады гуркхов Паттерсон принял общее командование от Пэта Гленни, бригадного генерала британского штаба в Сингапуре. Вскоре в Бруней прибыл и генерал-лейтенант сэр Найджел Поэтт, командующий британскими сухопутными войсками в Сингапуре. Сериа и Лимбанг оставались в руках мятежников. Но прибытие подкреплений помогло британцам окружить эти города.
К 17 декабря восстание в Бруней-Тауне было подавлено. Около 40 повстанцев были убиты, 3400 сдались в плен. Остальные бежали и, как предполагалось, попытались достичь Индонезии. Лидеры повстанцев, Азахари и Аффенди, бежали на Филиппины.

### Сериа
Дорога на Сериа была слишком опасна, а военно-морских ресурсов для высадки десанта британцам не хватало. Разведка с помощью армейской авиации рассказала о флагах мятежниках над комплексом Shell, и 6 миль (10 км) побережья были в руках повстанцев. Тем не менее, посадочная площадка для лёгких самолётов к западу от Сериа и взлётно-посадочная полоса в Андуки к северо-востоку были расчищены небольшой группой западных гражданских лиц, которым удалось обмануть повстанцев. Один беглец, Хью Макдональд, ветеран Второй мировой войны, вступил в контакт с Сингапуром и подтвердил возможность безопасной посадки. 10 декабря рота Королевских горцев высадились к западу от Сериа. 3-километровый участок западного посадки был отбит, однако главный полицейский участок Сериа с 48 заложниками, большинство из них были работниками Shell, оставался в руках повстанцев до 12 декабря.

## Последствия
После подавления восстания британские войска начали проводить зачистки в труднодоступных местностях, ликвидируя базы повстанцев. 18 мая 1963 года патруль гуркхов уничтожил остатки штаб-квартиры НАСК, десять повстанцев были убиты или захвачены в плен, одним из раненых оказался бывший лидер движения Яссин Аффенди.
Тем не менее, 12 апреля 1963 года в полицейский участок в Тебеду (Саравак) был атакован. Это ознаменовало начало Индонезийско-малайзийской конфронтации.
Восстание также сыграло свою роль в последующем решении султана Брунея не присоединяться к Малайзии.